# 남동구청장
남동구청장은 인천광역시 남동구의 행정사무를 담당하는 지방관리관 상당의 선출직 공무원이다.

## 관선(1988~1995)
| 대수 | 성명   | 임기                             | 비고                                                     |
| ---- | ------ | -------------------------------- | -------------------------------------------------------- |
| 초대 | 오일근 | 1988년 1월 1일~1989년 12월 26일  | 인천직할시 남동구청장                                    |
| 2대  | 김국진 | 1989년 12월 27일~1993년 3월 28일 | 인천직할시 남동구청장                                    |
| 3대  | 민봉기 | 1993년 3월 29일~1994년 1월 2일   | 인천직할시 남동구청장                                    |
| 4대  | 윤병수 | 1994년 1월 3일~1994년 12월 31일  | 인천직할시 남동구청장                                    |
| 4대  | 윤병수 | 1995년 1월 1일~1995년 3월 28일   | 인천광역시 남동구청장. 1995년 1월 1일, 인천광역시로 개칭 |

## 민선(1995~)
| 대수 | 성명   | 임기                            | 비고           |
| ---- | ------ | ------------------------------- | -------------- |
| 5대  | 김용모 | 1995년 7월 1일~1998년 3월 4일   | 민선 1기       |
| 6대  | 이헌복 | 1998년 7월 1일~1999년 11월 27일 | 민선 2기       |
| 7대  | 윤태진 | 2000년 2월 1일~2002년 6월 30일  | 민선 2기       |
| 8대  | 윤태진 | 2002년 7월 1일~2006년 6월 30일  | 민선 3기, 재선 |
| 9대  | 윤태진 | 2006년 7월 1일~2010년 3월 3일   | 민선 4기, 3선  |
| -    | 황흥구 | 2010년 3월 4일~2010년 6월 30일  | 직무대리       |
| 10대 | 배진교 | 2010년 7월 1일~2014년 6월 30일  | 민선 5기       |
| 11대 | 장석현 | 2014년 7월 1일~2018년 6월 30일  | 민선 6기       |
| 12대 | 이강호 | 2018년 7월 1일~2022년 6월 30일  | 민선 7기       |
| 13대 | 박종효 | 2022년 7월 1일~                 | 민선 8기       |

## 같이 보기
- 남동구청장 선거